# 産業デザイン科
産業デザイン科（さんぎょうでざいんか）は、工業高等学校に設置されている学科。

## 概要
デザインに関連した科目や実習を中心に学習する学科である。

## 設置校
- 和歌山県立和歌山工業高等学校[1]
- 宮崎県立佐土原高等学校[2]
- 栃木県立足利工業高等学校[3]
- 大分県立鶴崎工業高等学校[4]
- 福井県立科学技術高等学校[5]

## 一例
和歌山県立和歌山工業高等学校（全日制）に設置されている産業デザイン科の場合
生徒定員は120人である。
平成19年4月1日、新設学科として、産業デザイン科を設置。
- 和歌山県立博物館や地域社会とも連携し、地域貢献にも積極的に取り組む。
- 3Dスキャナや3Dプリンターを使用し、文化財の盗難防止や津波災害などから保護するために「お身代わり仏像」の製作を和歌山県立博物館や和歌山大学教育学部と連携し取り組みを進めている

宮崎県立佐土原高等学校（全日制）に設置されている産業デザイン科の場合
生徒定員40名
- 宮崎県警の依頼を受け「いかのおすし」の啓発動画作成
- 毎年卒業制作展を開催
- その他地元のイベント等のポスター作成を数多く行っている

。

## その他
岐阜県立多治見工業高等学校には産業デザイン工学科、神奈川県立産業技術短期大学校、岩手県立産業技術短期大学校には産業デザイン科、東北工業大学には産業デザイン学科を設置している。